# Liste der Distrikte von Ghana
Die Distrikte von Ghana, wie die Bezirke in Ghana heißen, wurden seit der Unabhängigkeit des Landes verschiedentlich neu organisiert. Die Abgrenzung der Distrikte geschah häufig im Spannungsfeld unklarer ethnischer Grenzen, Gebieten traditioneller politischer Autoritäten („Paramouncies“) und Parteipolitik. Mitte der 1980er Jahre existierten 65 teilweise in „Subdistrikte“ unterteilte Distrikte in Ghana. 1985 verkündete der damalige Präsident Jerry Rawlings eine neue Politik von Dezentralisation und Demokratisierung. Unter dem Slogan bring the government to the people wurde die Zahl der Distrikte auf 110 erhöht, in denen örtlich ansässige Verwaltungseinheiten die lokale Verwaltung übernehmen sollten. Die Regierungsverantwortung sollte so verteilt und der rapide steigenden Korruption in öffentlichen Ämtern entgegengetreten werden. Zur Festlegung der Distrikte galten drei Kriterien: Ein neu gebildeter Distrikt sollte – in ländlichen Gebieten – nicht unter 50.000 Einwohner haben, ökonomisch lebensfähig sein und über ein gewisses Maß an Infrastruktur verfügen.
Während der nächsten Jahre wurden zusätzliche Distrikte durch weitere Aufteilung ursprünglicher Distrikte eingerichtet. Mit Stand Ende 2019 gibt es 260 Distrikte.

Regionen in Ghana

| Region        | Anzahl der Distrikte |
| ------------- | -------------------- |
| Ahafo         | 6                    |
| Ashanti       | 43                   |
| Bono          | 12                   |
| Bono East     | 11                   |
| Central       | 22                   |
| Eastern       | 33                   |
| Greater Accra | 29                   |
| North East    | 16                   |
| Northern      | 6                    |
| Oti           | 8                    |
| Savannah      | 7                    |
| Upper East    | 15                   |
| Upper West    | 11                   |
| Volta         | 18                   |
| Western       | 14                   |
| Western North | 9                    |
| Ghana         | 260                  |

## Struktur
Die Klassifikation der Distrikte in drei Kategorien beruht auf dem Local Government Law 1988 (P.N.D.C.L. 207) und dem Local Government Act 1993 (Act 462). Eine Hochstufung erfolgt nicht automatisch, sondern durch staatlichen Hoheitsakt (Legislative Instrument).
- „District“ mit einer Einwohnerzahl von mindestens 75.000
- „Municipal District“ mit einer Einwohnerzahl von mindestens 95.000
- „Metropolitan District“ mit einer Einwohnerzahl von mindestens 250.000

## Regionen

### Ahafo

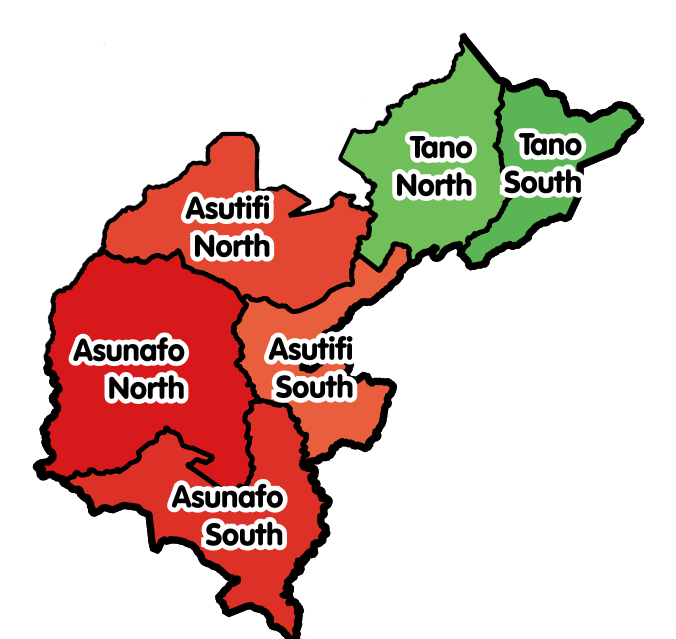
Ahafo Region (2019)

Die Ahafo Region besteht aus sechs Distrikten.
| Distrikt                | Hauptort       |
| ----------------------- | -------------- |
| Asunafo North Municipal | Goaso          |
| Asunafo South           | Kukuom         |
| Asutifi North           | Kenyasi        |
| Asutifi South           | Hwidiem        |
| Tano North Municipal    | Duayaw Nkwanta |
| Tano South Municipal    | Bechem         |

### Ashanti

Ashanti Region (2012)

Die Ashanti Region besteht aus 43 Distrikten.
| Distrikt                      | Hauptort        |
| ----------------------------- | --------------- |
| Adansi Asokwa                 | Adansi Asokwa   |
| Adansi North                  | Fomena          |
| Adansi South                  | New Edubiase    |
| Afigya Kwabre North           | Boamang         |
| Afigya Kwabre South           | Kodie           |
| Ahafo Ano North Municipal     | Tepa            |
| Ahafo Ano South East          | Adugyama        |
| Ahafo Ano South West          | Mankranso       |
| Akrofuom                      | Akrofuom        |
| Amansie Central               | Jacobu          |
| Amansie South                 | Edubia          |
| Amansie West                  | Manso Nkwanta   |
| Asante Akim Central Municipal | Konongo         |
| Asante Akim North             | Agogo           |
| Asante Akim South Municipal   | Juaso           |
| Asokore Mampong Municipal     | Asokore Mampong |
| Asokwa Municipal              | Asokwa          |
| Atwima Kwanwoma               | Twedie          |
| Atwima Mponua                 | Nyinahin        |
| Atwima Nwabiagya Municipal    | Nkawie          |
| Atwima Nwabiagya North        | Barekese        |
| Bekwai Municipal              | Bekwai          |
| Bosome Freho                  | Asiwa           |
| Bosomtwe                      | Kuntanase       |
| Ejisu Municipal               | Ejisu           |
| Ejura-Sekyedumase Municipal   | Ejura           |
| Juaben Municipal              | Juaben          |
| Kumasi Metropolitan           | Kumasi          |
| Kwabre East Municipal         | Mamponteng      |
| Kwadaso Municipal             | Kwadaso         |
| Mampong Municipal             | Mampong         |
| Obuasi East                   | Tutuka          |
| Obuasi Municipal              | Obuasi          |
| Offinso Municipal             | Offinso         |
| Offinso North                 | Akomadan        |
| Oforikrom Municipal           | Oforikrom       |
| Old Tafo Municipal            | Old Tafo        |
| Sekyere Afram Plains          | Drobonso        |
| Sekyere Central               | Nsuta           |
| Sekyere East                  | Effiduase       |
| Sekyere Kumawu                | Kumawu          |
| Sekyere South                 | Agona           |
| Suame Municipal               | Suame           |

### Bono

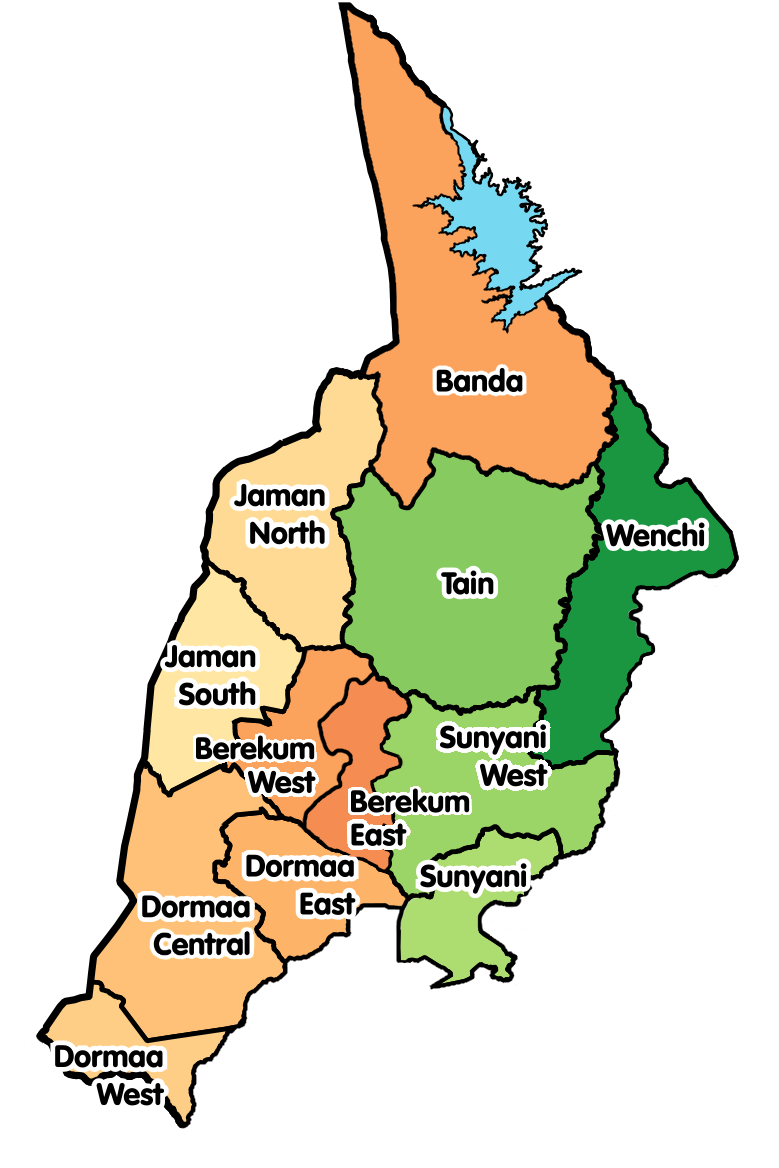
Bono Region (2019)

Die Bono Region besteht aus zwölf Distrikten.
| Distrikt                 | Hauptort       |
| ------------------------ | -------------- |
| Banda                    | Banda Ahenkro  |
| Berekum East Municipal   | Berekum        |
| Berekum West             | Jinijini       |
| Dormaa Central Municipal | Dormaa Ahenkro |
| Dormaa East              | Wamfie         |
| Dormaa West              | Nkrankwanta    |
| Jaman North              | Sampa          |
| Jaman South Municipal    | Drobo          |
| Sunyani Municipal        | Sunyani        |
| Sunyani West             | Odumase        |
| Tain                     | Nsawkaw        |
| Wenchi Municipal         | Wenchi         |

### Bono East

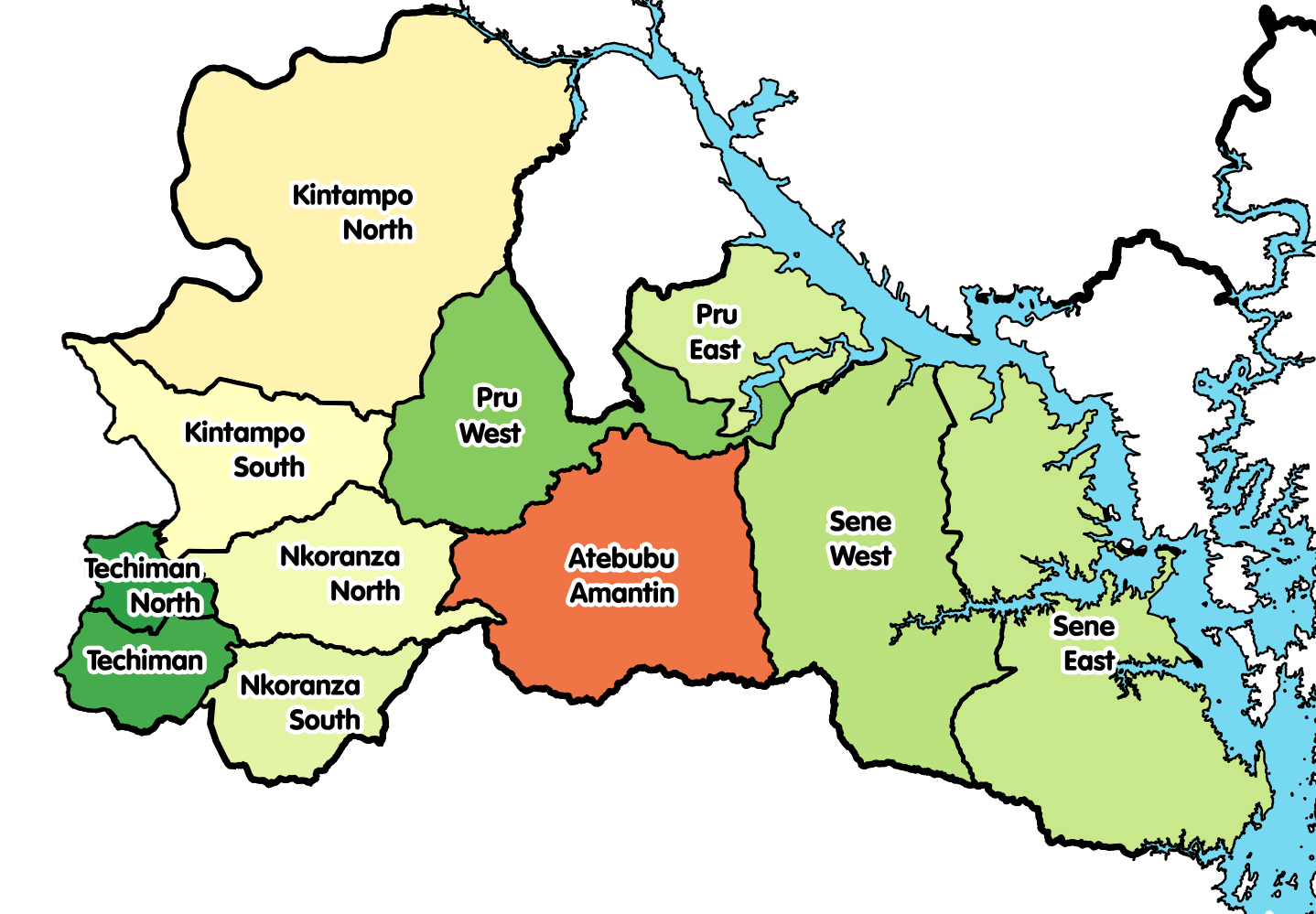
Bono East Region (2019)

Die Bono East Region besteht aus elf Distrikten.
| Distrikt                  | Hauptort    |
| ------------------------- | ----------- |
| Atebubu-Amantin Municipal | Atebubu     |
| Kintampo North Municipal  | Kintampo    |
| Kintampo South            | Jema        |
| Nkoranza North            | Busunya     |
| Nkoranza South Municipal  | Nkoranza    |
| Pru East                  | Yeji        |
| Pru West                  | Prang       |
| Sene East                 | Kajaji      |
| Sene West                 | Kwame Danso |
| Techiman Municipal        | Techiman    |
| Techiman North            | Tuobodom    |

### Central
| Distrikt                              | Hauptort          |
| ------------------------------------- | ----------------- |
| Abura/Asebu/Kwamankese                | Dunkwa            |
| Agona East                            | Nsaba             |
| Agona West Municipal                  | Swedru            |
| Ajumako/Enyan/Essiam                  | Ajumako           |
| Asikuma/Odoben/Brakwa                 | Breman Asikuma    |
| Assin Central Municipal               | Nanton            |
| Assin North                           | Assin Bereku      |
| Assin South                           | Nsuaem-Kyekyewere |
| Awutu Senya East Municipal            | Kasoa             |
| Awutu Senya West                      | Awutu Breku       |
| Cape Coast Metropolitan               | Cape Coast        |
| Effutu Municipal                      | Winneba           |
| Ekumfi                                | Apam              |
| Gomoa Central                         | Afransi           |
| Gomoa East                            | Potsin            |
| Gomoa West                            | Essarkyir         |
| Komenda/Edina/Eguafo/Abirem Municipal | Elmina            |
| Mfantseman Municipal                  | Saltpond          |
| Twifo Atti Morkwa                     | Twifo-Praso       |
| Twifo/Heman/Lower Denkyira            | Heman             |
| Upper Denkyira East Municipal         | Dunkwa-On-Offin   |
| Upper Denkyira West                   | Diaso             |

### Eastern
| Distrikt                    | Hauptort    |
| --------------------------- | ----------- |
| Abuakwa North Municipal     | Kukurantumi |
| Abuakwa South Municipal     | Kibi        |
| Achiase                     | Achiase     |
| Akuapim North Municipal     | Akropong    |
| Akuapim South               | Aburi       |
| Akyemansa                   | Ofoase      |
| Asene Manso Akroso          | Manso       |
| Asuogyaman                  | Atimpoku    |
| Atiwa East                  | Anyinam     |
| Atiwa West                  | Kwabeng     |
| Ayensuano                   | Coaltar     |
| Birim Central Municipal     | Akim Oda    |
| Birim North                 | New Abirim  |
| Birim South                 | Akim Swedru |
| Denkyembour                 | Akwatia     |
| Fanteakwa North             | Begoro      |
| Fanteakwa South             | Osino       |
| Kwaebibirem Municipal       | Kade        |
| Kwahu Afram Plains North    | Donkorkrom  |
| Kwahu Afram Plains South    | Tease       |
| Kwahu East                  | Abetifi     |
| Kwahu South                 | Mpraeso     |
| Kwahu West Municipal        | Nkawkaw     |
| Lower Manya Krobo Municipal | Odumase     |
| New Juaben North Municipal  | Effiduase   |
| New Juaben South Municipal  | Koforidua   |
| Nsawam Adoagyiri Municipal  | Nsawam      |
| Okere                       | Adukrom     |
| Suhum Municipal             | Suhum       |
| Upper Manya Krobo           | Asesewa     |
| Upper West Akim             | Adeiso      |
| West Akim Municipal         | Asamankese  |
| Yilo Krobo Municipal        | Somanya     |

### Greater Accra
| Distrikt                        | Hauptort          |
| ------------------------------- | ----------------- |
| Ablekuma Central Municipal      | Lartebiokorshie   |
| Ablekuma North Municipal        | Darkuman          |
| Ablekuma West Municipal         | Dansoman          |
| Accra Metropolitan              | Accra             |
| Ada East                        | Ada Foah          |
| Ada West                        | Sege              |
| Adentan Municipal               | Adenta            |
| Ashaiman Municipal              | Ashaiman          |
| Ayawaso Central Municipal       | Kokomlemle        |
| Ayawaso East Municipal          | Nima              |
| Ayawaso North Municipal         | Accra New Town    |
| Ayawaso West Municipal          | Dzorwulu          |
| Ga Central Municipal            | Sowutuom          |
| Ga East Municipal               | Abokobi           |
| Ga North Municipal              | Ofankor           |
| Ga South Municipal              | Ngleshie Amanfro  |
| Ga West Municipal               | Amasaman          |
| Korle Klottey Municipal         | Osu               |
| Kpone Katamanso Municipal       | Kpone             |
| Krowor Municipal                | Nungua            |
| La Dade Kotopon Municipal       | La                |
| La Nkwantanang Madina Municipal | Madina            |
| Ledzekuku Municipal             | Teshie            |
| Ningo Prampram                  | Prampram          |
| Okaikwei North Municipal        | Tesano            |
| Shai Osudoku                    | Dodowa            |
| Tema Metropolitan               | Tema              |
| Tema West Municipal             | Tema Community 18 |
| Weija Gbawe Municipal           | Weija             |

### North East

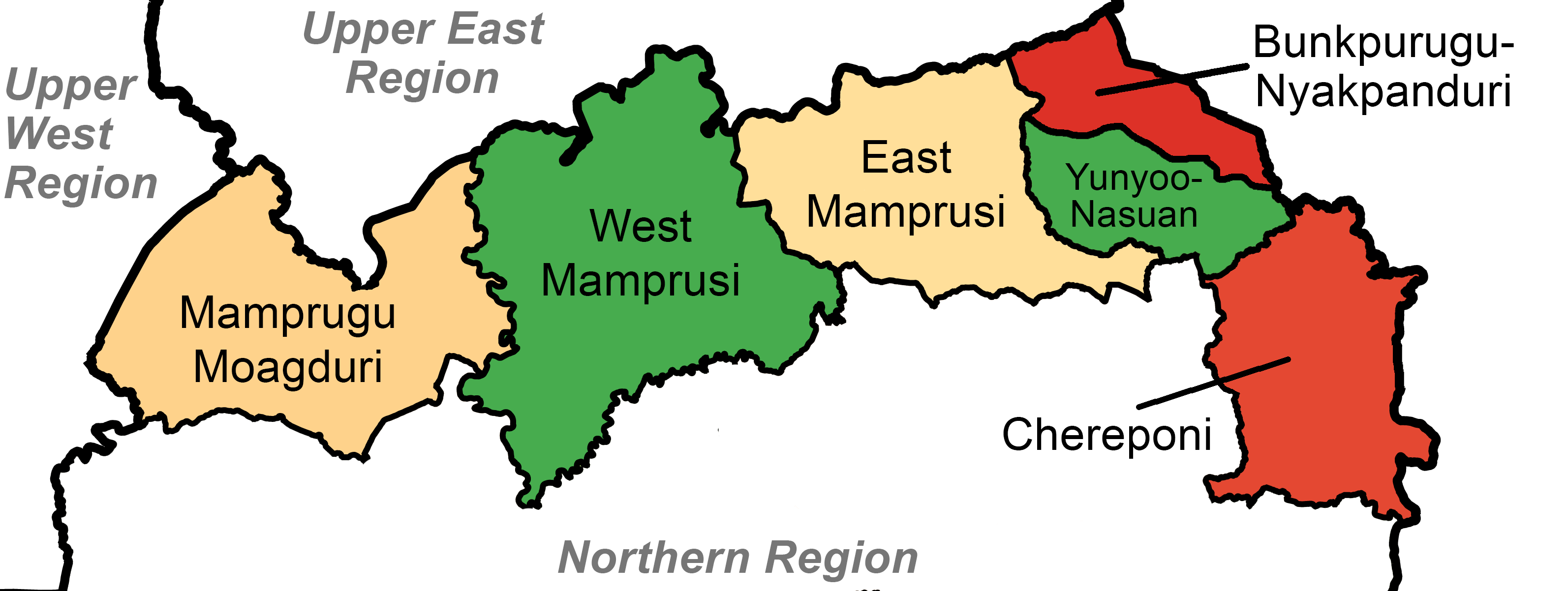
North East Region (2018)

Die North East Region besteht aus sechs Distrikten.
| Distrikt                | Hauptort   |
| ----------------------- | ---------- |
| Bunkpurugu Nyankpanduri | Bunkpurugu |
| Chereponi               | Chereponi  |
| East Mamprusi Municipal | Gambaga    |
| Mamprugu Moagduri       | Yagaba     |
| West Mamprusi Municipal | Walewale   |
| Yunyoo-Nasuan           | Yunyoo     |

### Northern

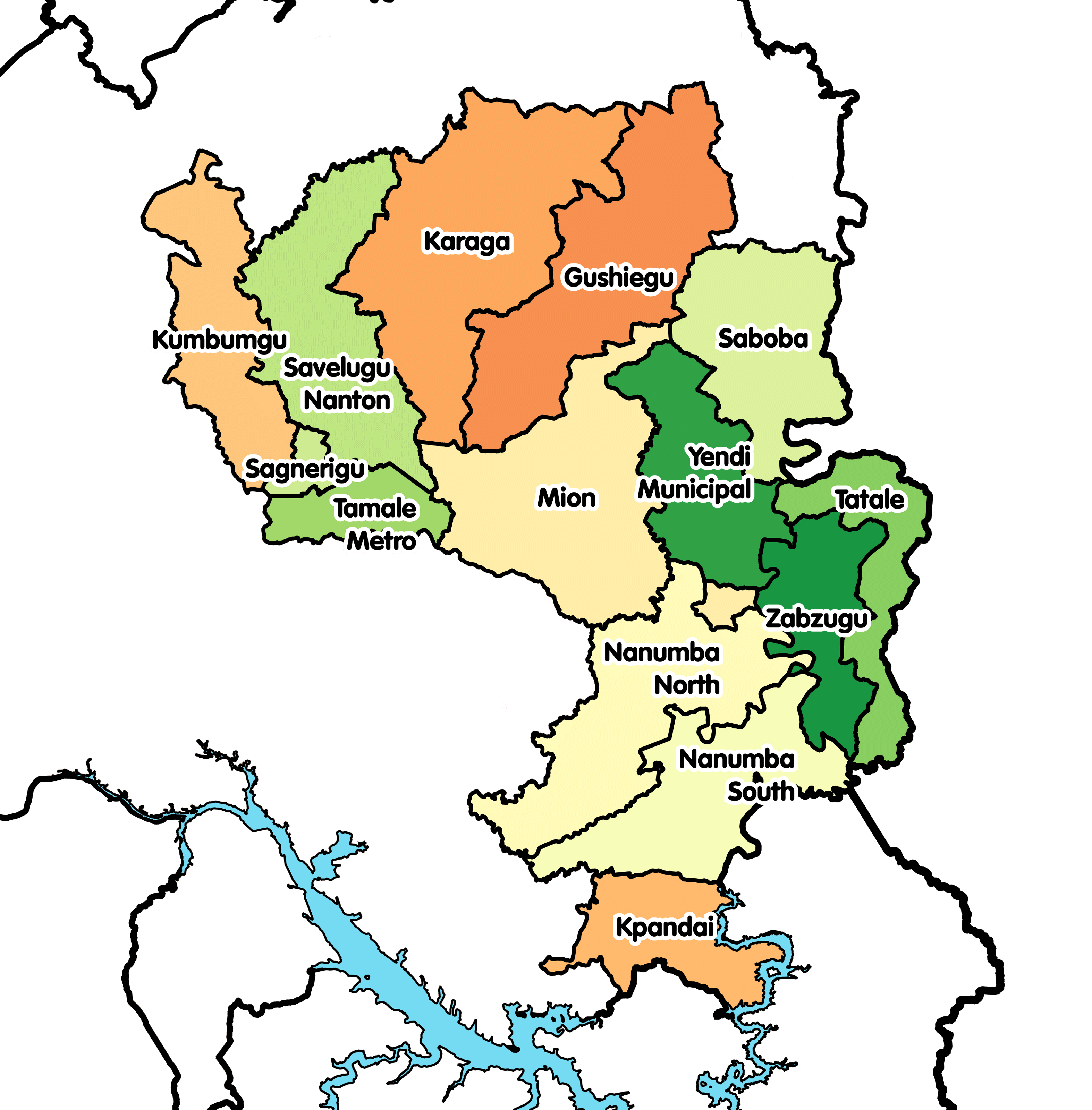
Northern Region (2018)

Die Northern Region besteht aus sechzehn Distrikten.
| Distrikt                | Hauptort  |
| ----------------------- | --------- |
| Gushegu Municipal       | Gushegu   |
| Karaga                  | Karaga    |
| Kpandai                 | Kpandai   |
| Kumbungu                | Kumbungu  |
| Mion                    | Sang      |
| Nanton                  | Nanton    |
| Nanumba North Municipal | Bimbilla  |
| Nanumba South           | Wulensi   |
| Saboba                  | Saboba    |
| Sagnarigu Municipal     | Sagnarigu |
| Savelugu Municipal      | Savelugu  |
| Tamale Metropolitan     | Tamale    |
| Tatale/Sanguli          | Tatale    |
| Tolon                   | Tolon     |
| Yendi Municipal         | Yendi     |
| Zabzugu                 | Zabzugu   |

### Oti

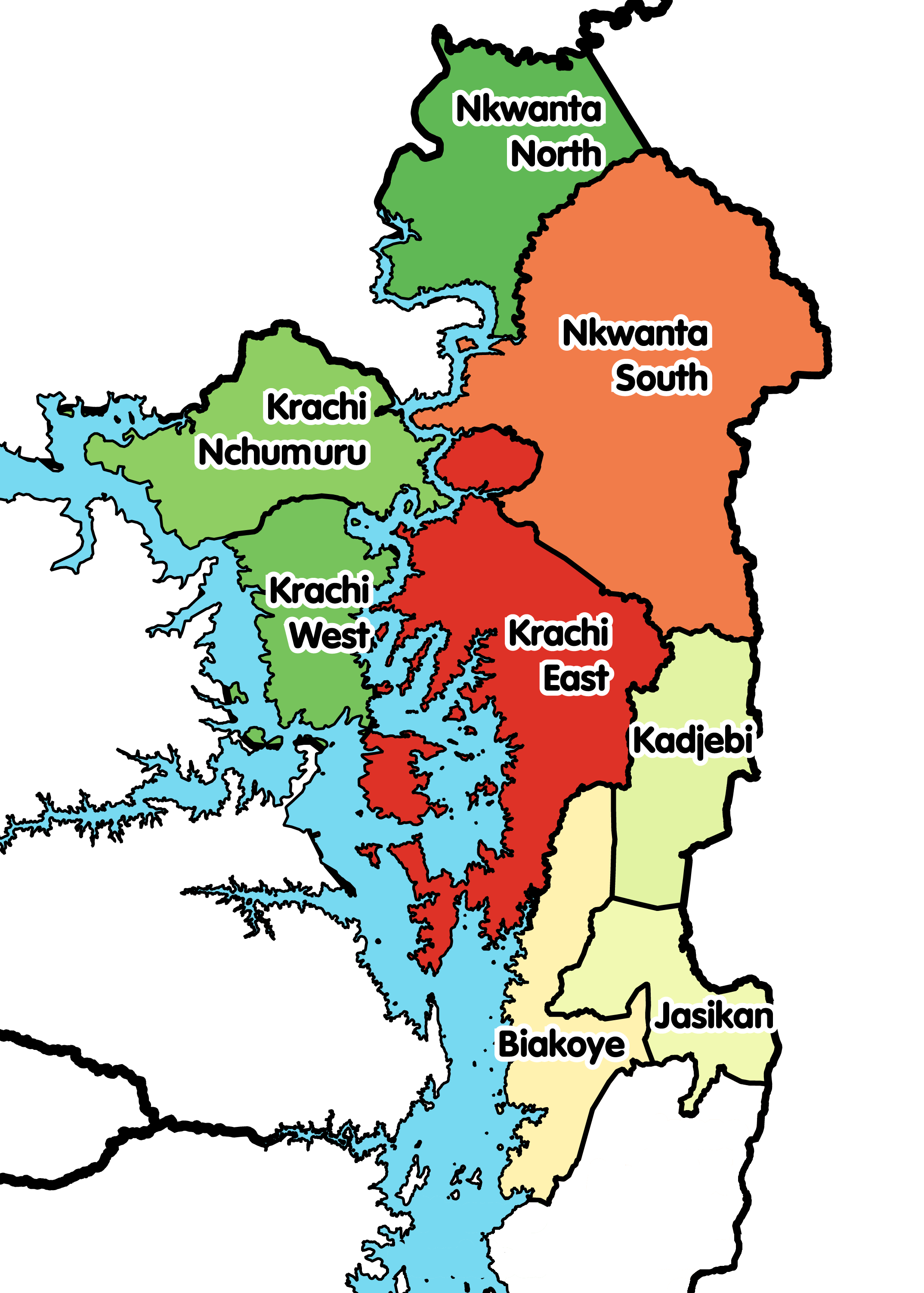
Oti Region (2018)

Die Oti Region besteht aus acht Distrikten.
| Distrikt                | Hauptort    |
| ----------------------- | ----------- |
| Biakoye                 | Nkonya      |
| Jasikan                 | Jasikan     |
| Kadjebi                 | Kadjebi     |
| Krachi East Municipal   | Dambai      |
| Krachi Nchumuru         | Chinderi    |
| Krachi West             | Kete Krachi |
| Nkwanta North           | Kpassa      |
| Nkwanta South Municipal | Nkwanta     |

### Savannah

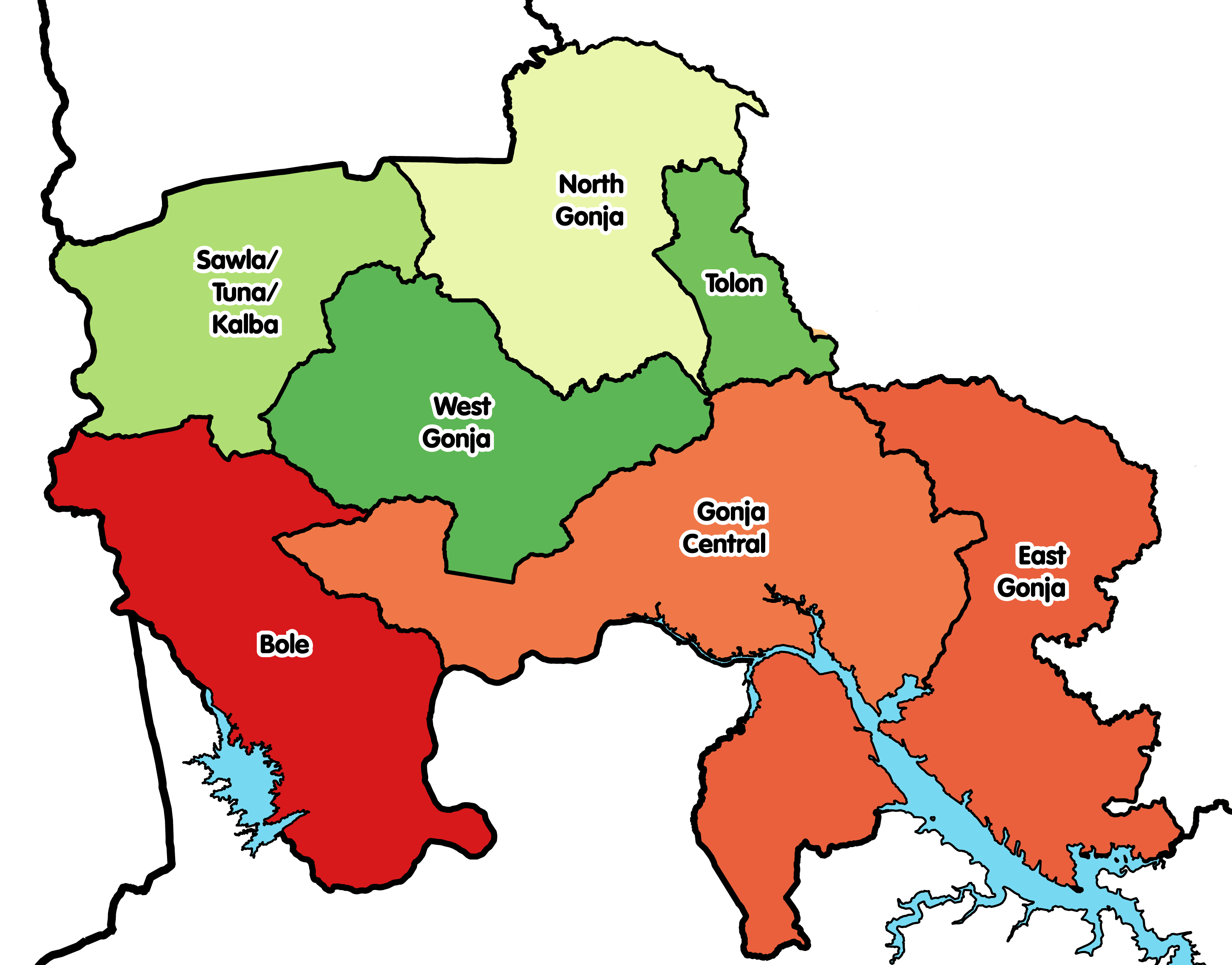
Savannah Region (2018)

Die Savannah Region besteht aus sieben Distrikten.
| Distrikt             | Hauptort |
| -------------------- | -------- |
| Bole                 | Bole     |
| Central Gonja        | Buipe    |
| East Gonja Municipal | Salaga   |
| North East Gonja     | Kpalbe   |
| North Gonja          | Daboya   |
| Sawla-Tuna-Kalba     | Sawla    |
| West Gonja Municipal | Damongo  |

### Upper East

Upper East Region (2012)

Die Upper East Region besteht aus fünfzehn Distrikten.
| Distrikt                  | Hauptort   |
| ------------------------- | ---------- |
| Bawku Municipal           | Bawku      |
| Bawku West                | Zebilla    |
| Binduri                   | Binduri    |
| Bolgatanga East           | Zuarungu   |
| Bolgatanga Municipal      | Bolgatanga |
| Bongo                     | Bongo      |
| Builsa North Municipal    | Sandema    |
| Builsa South              | Fumbisi    |
| Garu                      | Garu       |
| Kassena Nankana Municipal | Navrongo   |
| Kassena Nankana West      | Paga       |
| Nabdam                    | Nangodi    |
| Pusiga                    | Pusiga     |
| Talensi                   | Tongo      |
| Tempane                   | Tempane    |

### Upper West

Upper West Region (2012)

Die Upper West Region besteht aus elf Distrikten.
| Distrikt               | Hauptort  |
| ---------------------- | --------- |
| Daffiama Bussie Issa   | Issa      |
| Jirapa Municipal       | Jirapa    |
| Lambussie Karni        | Lambussie |
| Lawra Municipal        | Lawra     |
| Nadowli Kaleo          | Nadowli   |
| Nandom Municipal       | Nandom    |
| Sissala East Municipal | Tumu      |
| Sissala West           | Gwollu    |
| Wa East                | Funsi     |
| Wa Municipal           | Wa        |
| Wa West                | Wechiau   |

### Volta

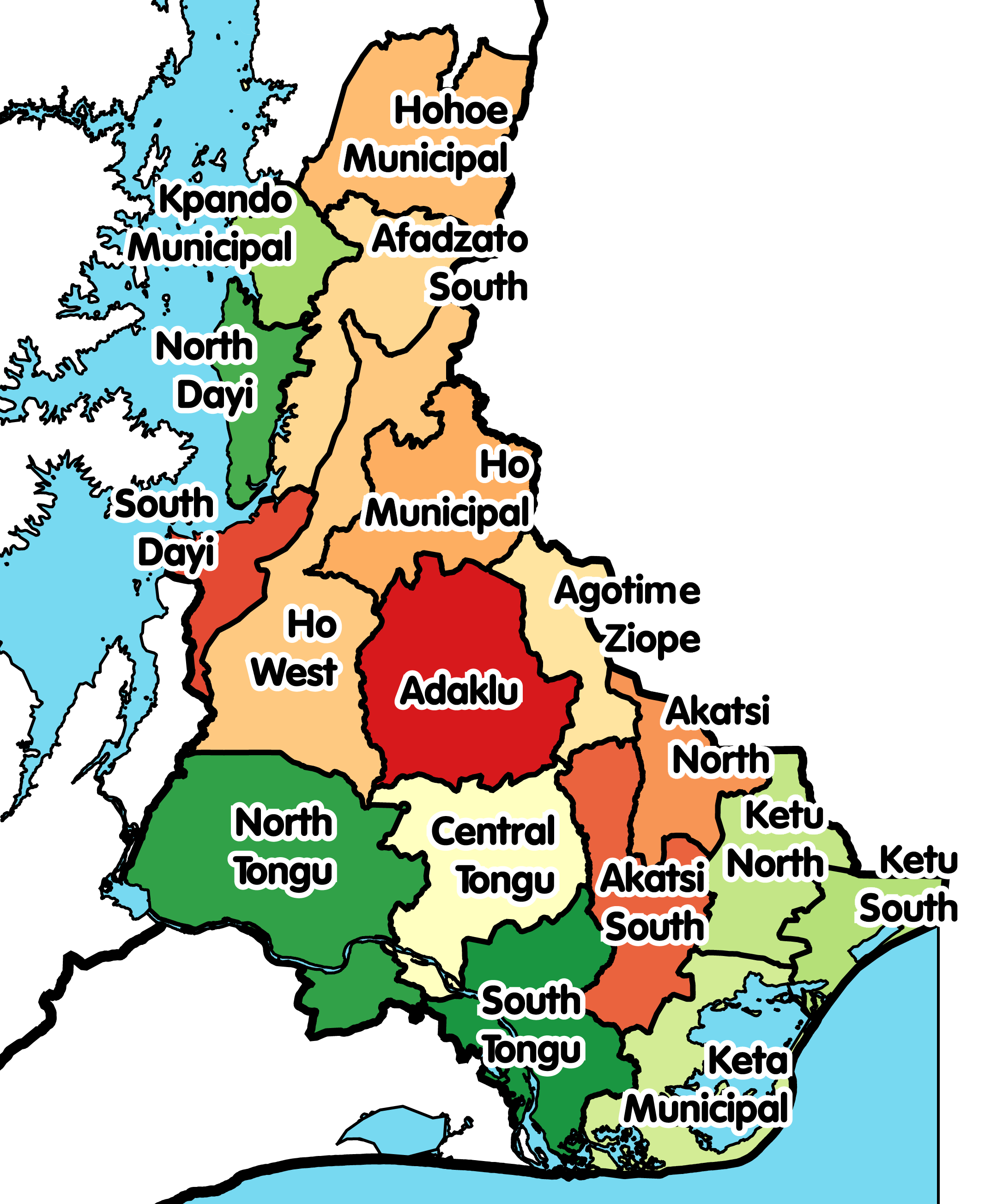
Volta Region (2018)

Die Volta Region besteht aus achtzehn Distrikten.
| Distrikt             | Hauptort       |
| -------------------- | -------------- |
| Adaklu               | Adaklu Waya    |
| Afadzato South       | Ve-Golokuati   |
| Agotime Ziope        | Agotime Kpetoe |
| Akatsi North         | Ave Dakpa      |
| Akatsi South         | Akatsi         |
| Anloga               | Anloga         |
| Central Tongu        | Adidome        |
| Ho Municipal         | Ho             |
| Ho West              | Dzolokpuita    |
| Hohoe Municipal      | Hohoe          |
| Keta Municipal       | Keta           |
| Ketu North Municipal | Dzodze         |
| Ketu South Municipal | Denu           |
| Kpando Municipal     | Kpando         |
| North Dayi           | Anfoega        |
| North Tongu          | Battor Dugame  |
| South Dayi           | Kpeve          |
| South Tongu          | Sogakofe       |

### Western North

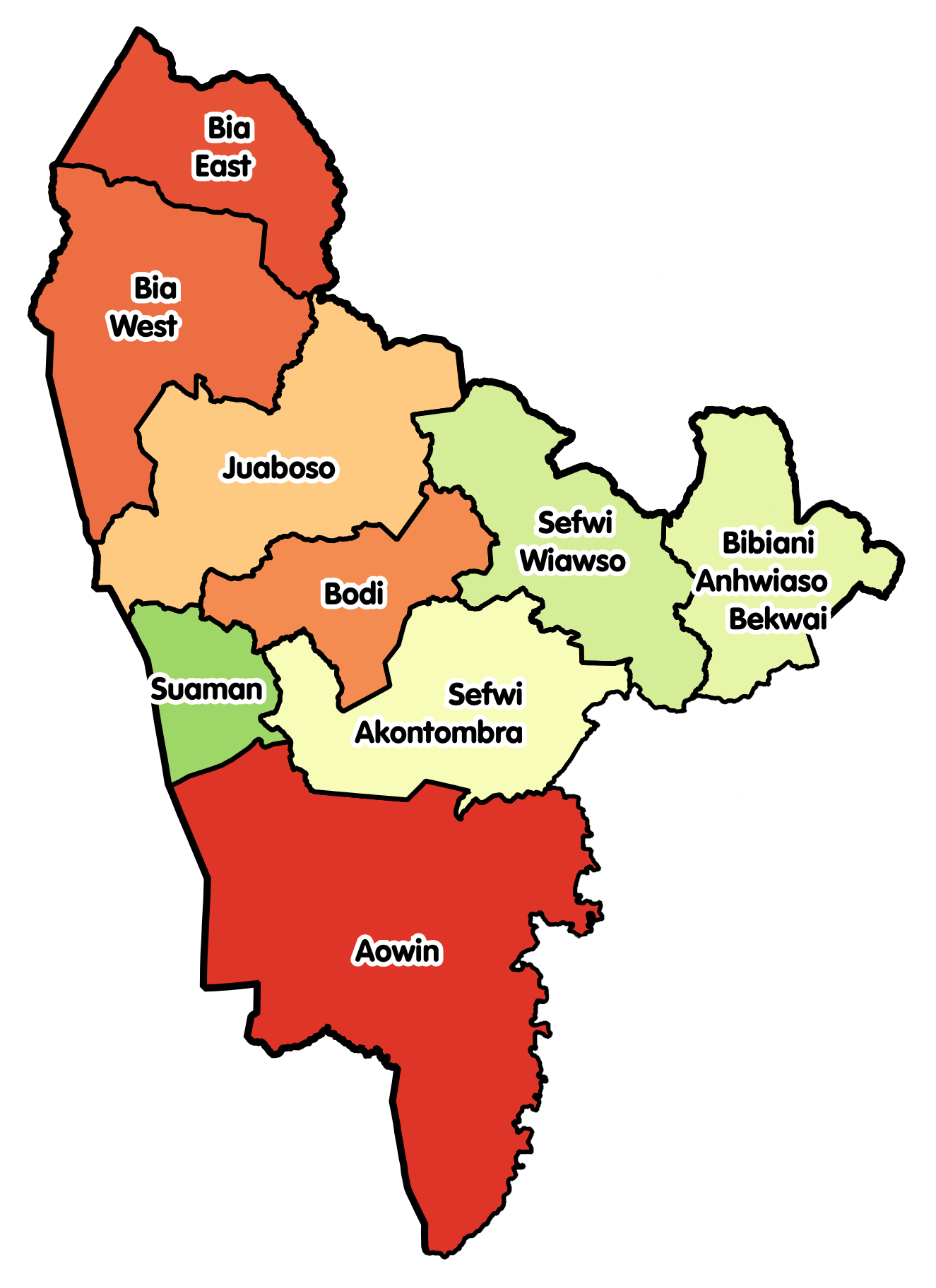
Western North Region (2019)

Die Western North Region besteht aus neun Distrikten.
| Distrikt                          | Hauptort   |
| --------------------------------- | ---------- |
| Aowin Municipal                   | Enchi      |
| Bia East                          | Adabokrom  |
| Bia West                          | Essam      |
| Bibiani/Anhwiaso/Bekwai Municipal | Bibiani    |
| Bodi                              | Bodi       |
| Juaboso                           | Juaboso    |
| Sefwi Akontombra                  | Akontombra |
| Sefwi Wiawso Municipal            | Wiawso     |
| Suaman                            | Dadieso    |

### Western

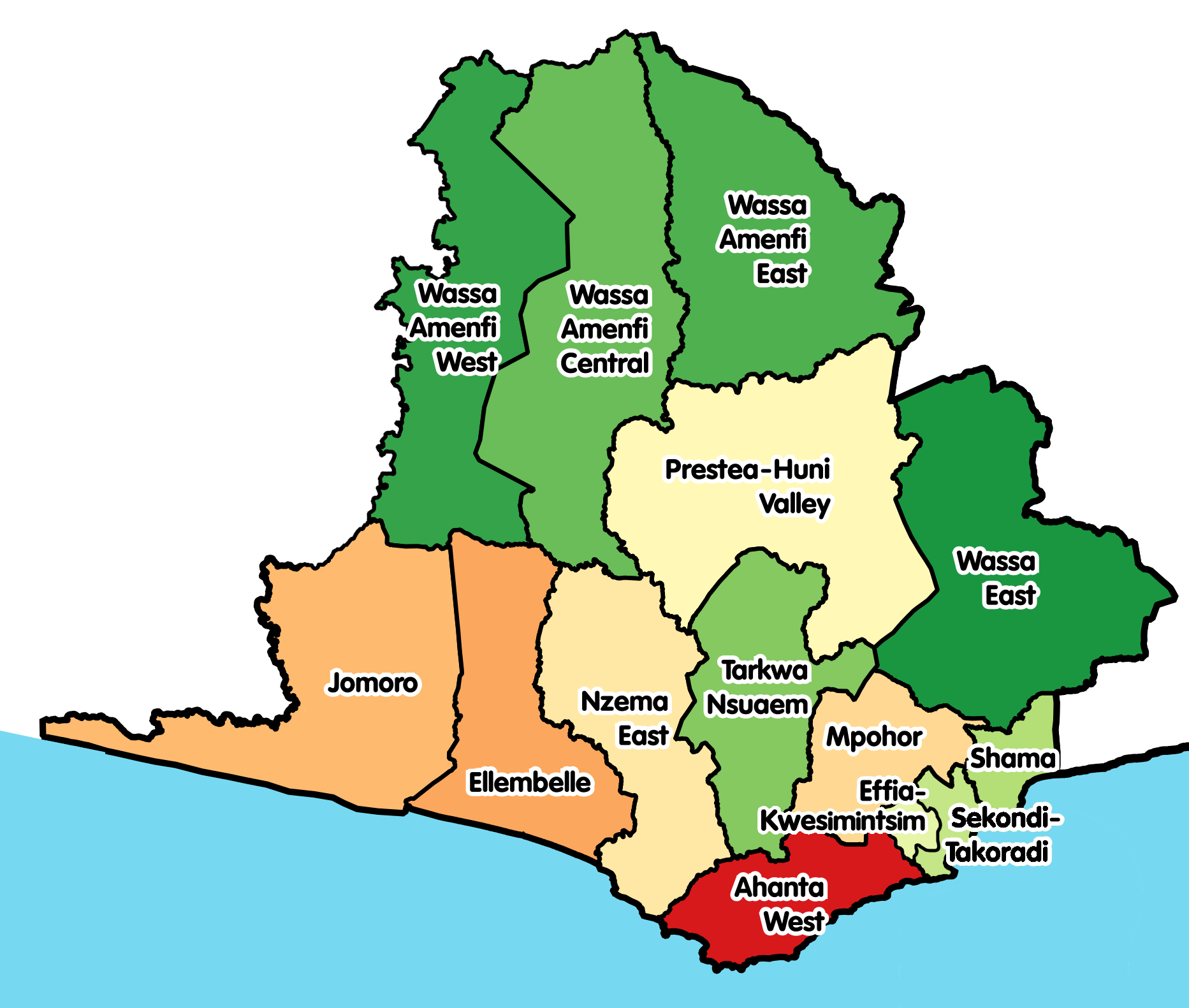
Western Region (2019)

Die Western Region besteht aus vierzehn Distrikten.
| Distrikt                      | Hauptort         |
| ----------------------------- | ---------------- |
| Ahanta West Municipal         | Agona Nkwanta    |
| Amenfi Central                | Manso Amenfi     |
| Amenfi West Municipal         | Asankrangwa      |
| Effia-Kwesimintsim Municipal  | Kwesimintsim     |
| Ellembelle                    | Nkroful          |
| Jomoro Municipal              | Half Assini      |
| Mpohor                        | Mpohor           |
| Nzema East Municipal          | Axim             |
| Prestea-Huni Valley Municipal | Bogoso           |
| Sekondi-Takoradi Metropolitan | Sekondi-Takoradi |
| Shama                         | Shama            |
| Tarkwa Nsuaem Municipal       | Tarkwa           |
| Wassa Amenfi East Municipal   | Wassa Akropong   |
| Wassa East                    | Daboase          |